# 津奈木町

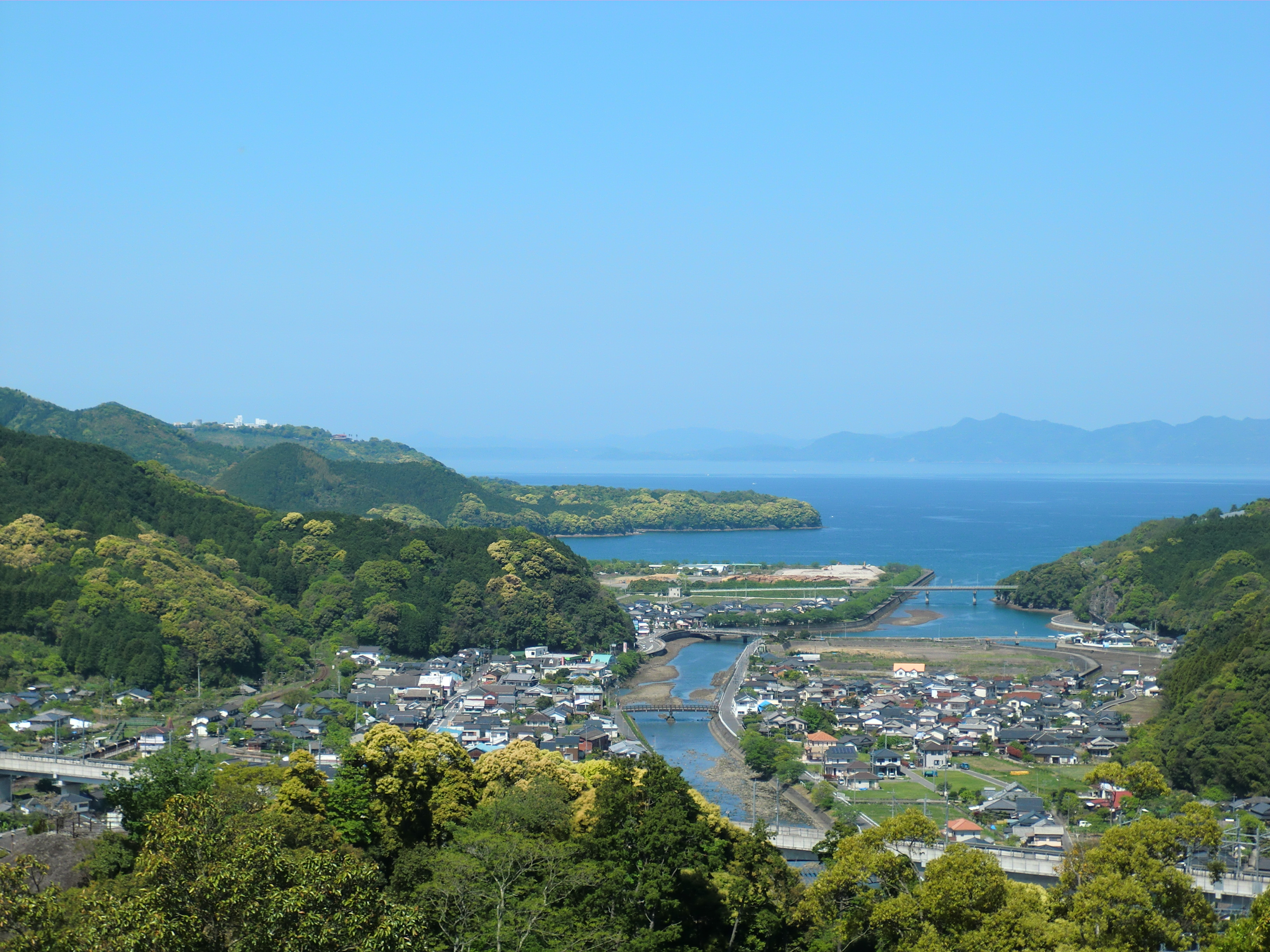
舞鶴城（まいづるじょう）公園から見た津奈木町の中心部

津奈木町（つなぎまち）は、熊本県の南部に位置する町。葦北郡に属している。

## 地理
熊本県海岸部で最も南側にある水俣市の北隣に位置する。

### 隣接する自治体
- 水俣市
- 葦北郡芦北町

### 地名
- 岩城
- 小津奈木
- 千代
- 津奈木
- 福浜

## 歴史
景行天皇が九州を征伐した際、船を「おつなぎになった」という伝説から「津奈木」の町名が生まれたとされる。

### 近現代
- 1889年4月1日 町村制施行により、津奈木村として村制施行。
- 1963年4月1日 津奈木村が町制施行。津奈木町となる。

## 産業
- 町内に津奈木工業団地、倉谷工業団地が造成され、製造業の誘致が図られている。

### 津奈木町に本社を置く企業
- 亀萬酒造

## 地域

### 人口
| |                                          |  |
| 津奈木町と全国の年齢別人口分布（2005年） | 津奈木町の年齢・男女別人口分布（2005年） |  |
| ■紫色 ― 津奈木町 ■緑色 ― 日本全国 | ■青色 ― 男性 ■赤色 ― 女性                |  |
| 津奈木町（に相当する地域）の人口の推移 \| 1970年（昭和45年） \| 6,355人 \| \| \| 1975年（昭和50年） \| 6,155人 \| \| \| 1980年（昭和55年） \| 6,053人 \| \| \| 1985年（昭和60年） \| 5,971人 \| \| \| 1990年（平成2年） \| 5,783人 \| \| \| 1995年（平成7年） \| 5,793人 \| \| \| 2000年（平成12年） \| 5,741人 \| \| \| 2005年（平成17年） \| 5,424人 \| \| \| 2010年（平成22年） \| 5,062人 \| \| \| 2015年（平成27年） \| 4,673人 \| \| \| 2020年（令和2年） \| 4,254人 \| \| |                                          |  |
| 総務省統計局 国勢調査より |                                          |  |
| 1970年（昭和45年） | 6,355人                                  |  |
| 1975年（昭和50年） | 6,155人                                  |  |
| 1980年（昭和55年） | 6,053人                                  |  |
| 1985年（昭和60年） | 5,971人                                  |  |
| 1990年（平成2年） | 5,783人                                  |  |
| 1995年（平成7年） | 5,793人                                  |  |
| 2000年（平成12年） | 5,741人                                  |  |
| 2005年（平成17年） | 5,424人                                  |  |
| 2010年（平成22年） | 5,062人                                  |  |
| 2015年（平成27年） | 4,673人                                  |  |
| 2020年（令和2年） | 4,254人                                  |  |

### 行政
町長
- 山田豊隆（平成29年7月25日〜現在）

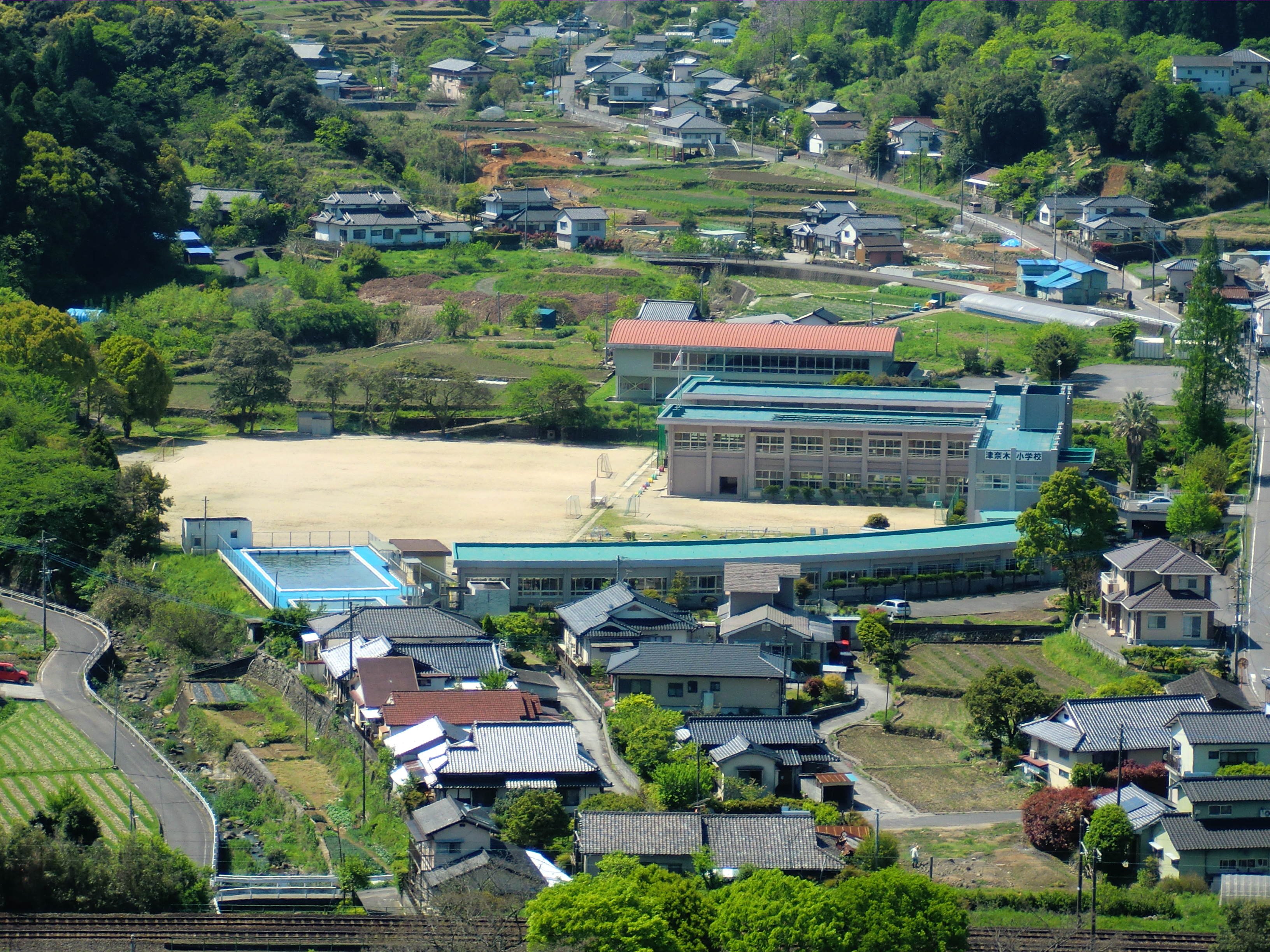
津奈木小学校とその周辺

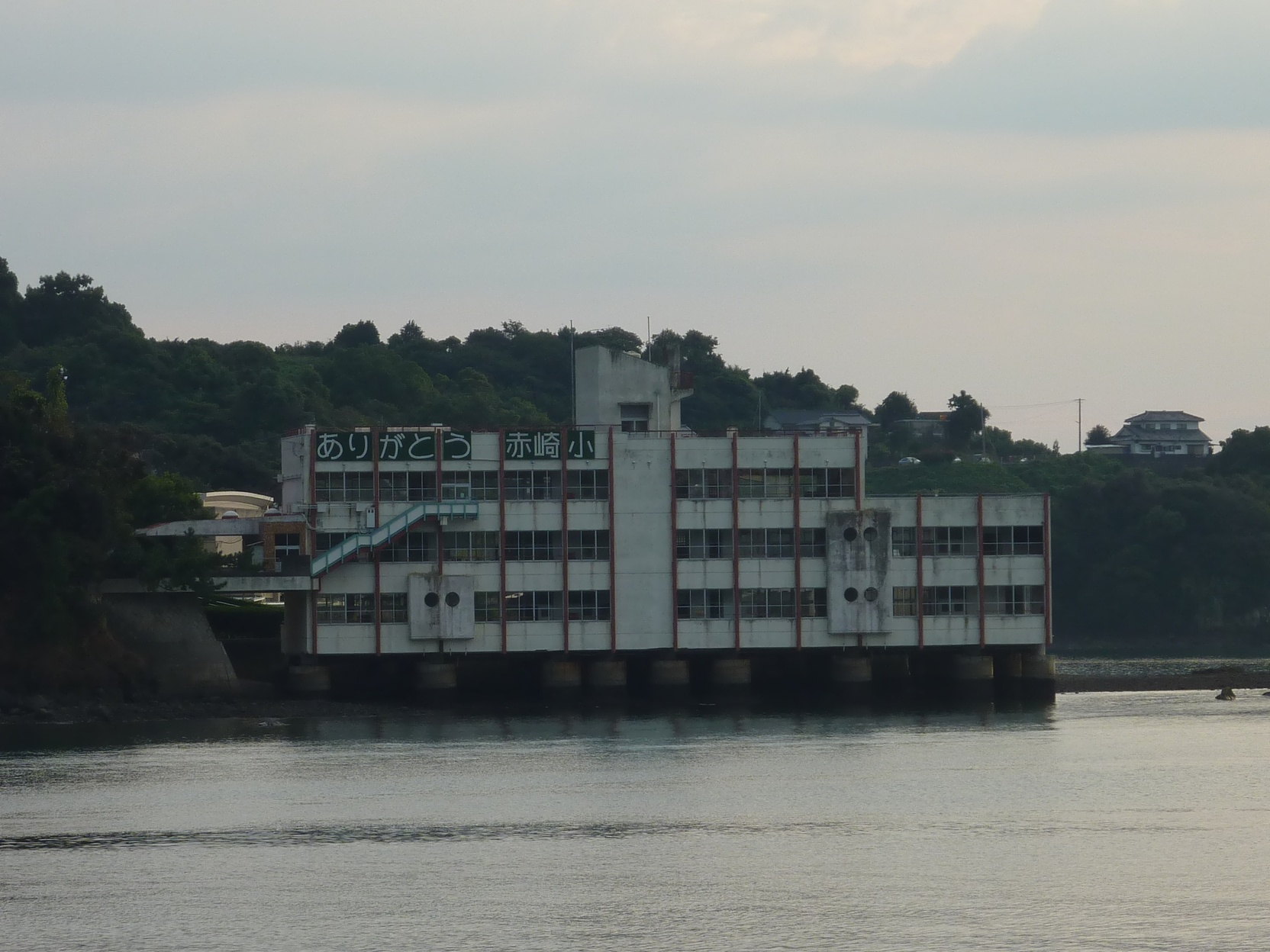
赤崎小学校（廃校）

- 西川裕（平成5年7月25日〜平成29年7月29日）

### 教育

#### 中学校
町立
- 津奈木中学校

#### 小学校
町立
- 津奈木小学校 - 大きな中庭が特徴的な建物。
- 平国小学校 - 小高い山にあり、海などの景色で評判。2016年3月廃校。
- 赤崎小学校 - 校庭を確保するために、校舎が海上にあることで有名。2010年3月廃校。

## 交通

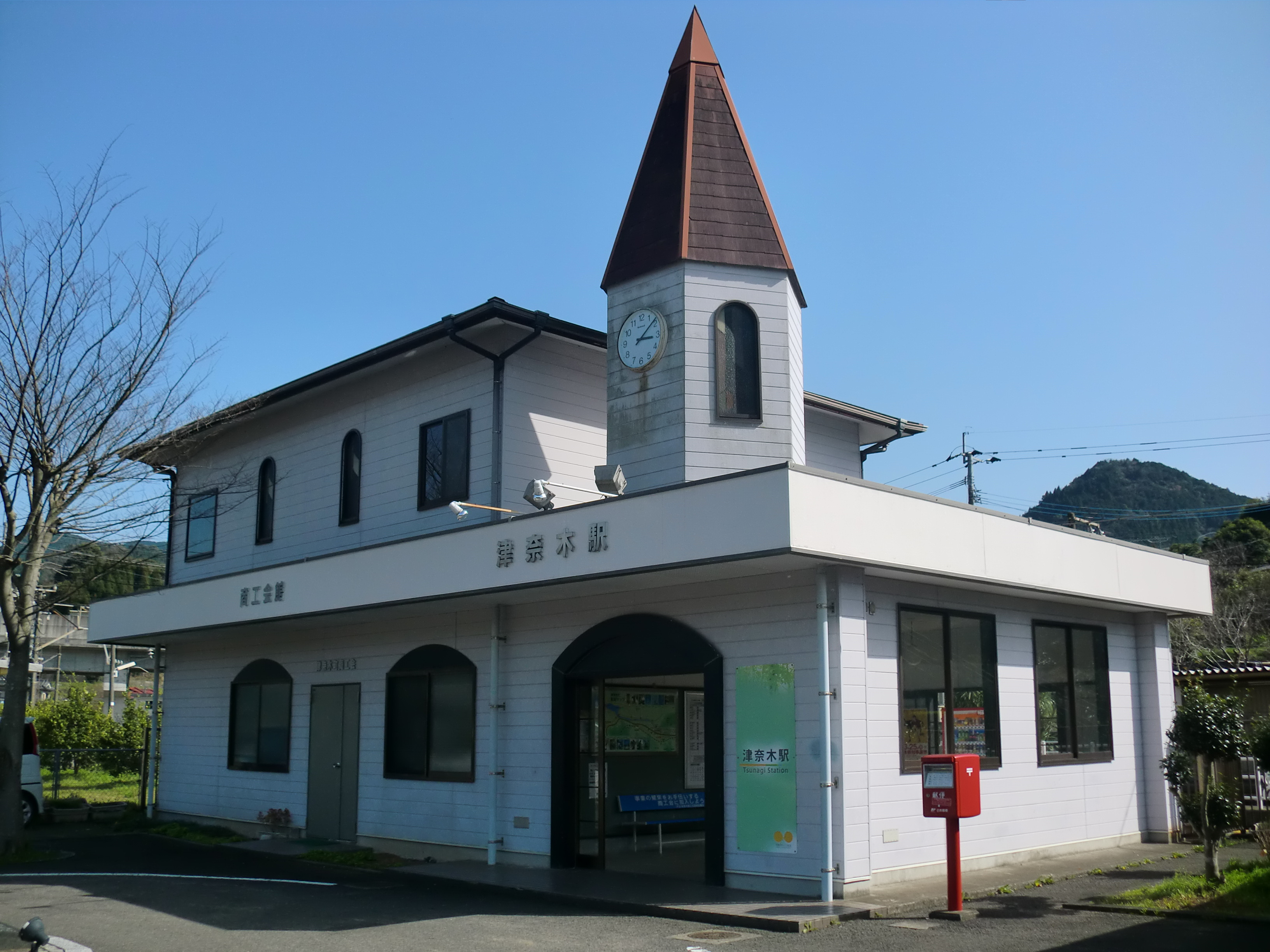
津奈木駅

### 空港
最寄り空港は鹿児島空港または熊本空港。鹿児島空港へは新水俣駅・出水駅より空港リムジンに、熊本空港へは新八代駅・八代駅より空港バスにそれぞれ乗り換え。

### 鉄道
- 肥薩おれんじ鉄道
  - 津奈木駅

※町内には九州新幹線が通っているが、駅はない（最寄り新幹線駅は新水俣駅）。

### バス
- 産交バス - 津奈木町経由で水俣市と芦北町を結ぶ路線を運行する。
  - 水俣産交・水俣港 - 水俣駅前 - 新水俣駅前 - 小津奈木 - 津奈木駅前 - つなぎ温泉 - 芦北 - 道の駅たのうら

### 道路

#### 高速道路
- 南九州西回り自動車道（南九州自動車道） 津奈木IC

#### 一般国道
- 国道3号

#### 主要地方道
- 熊本県道56号水俣田浦線

## 名所・旧跡・観光スポット・祭事・催事

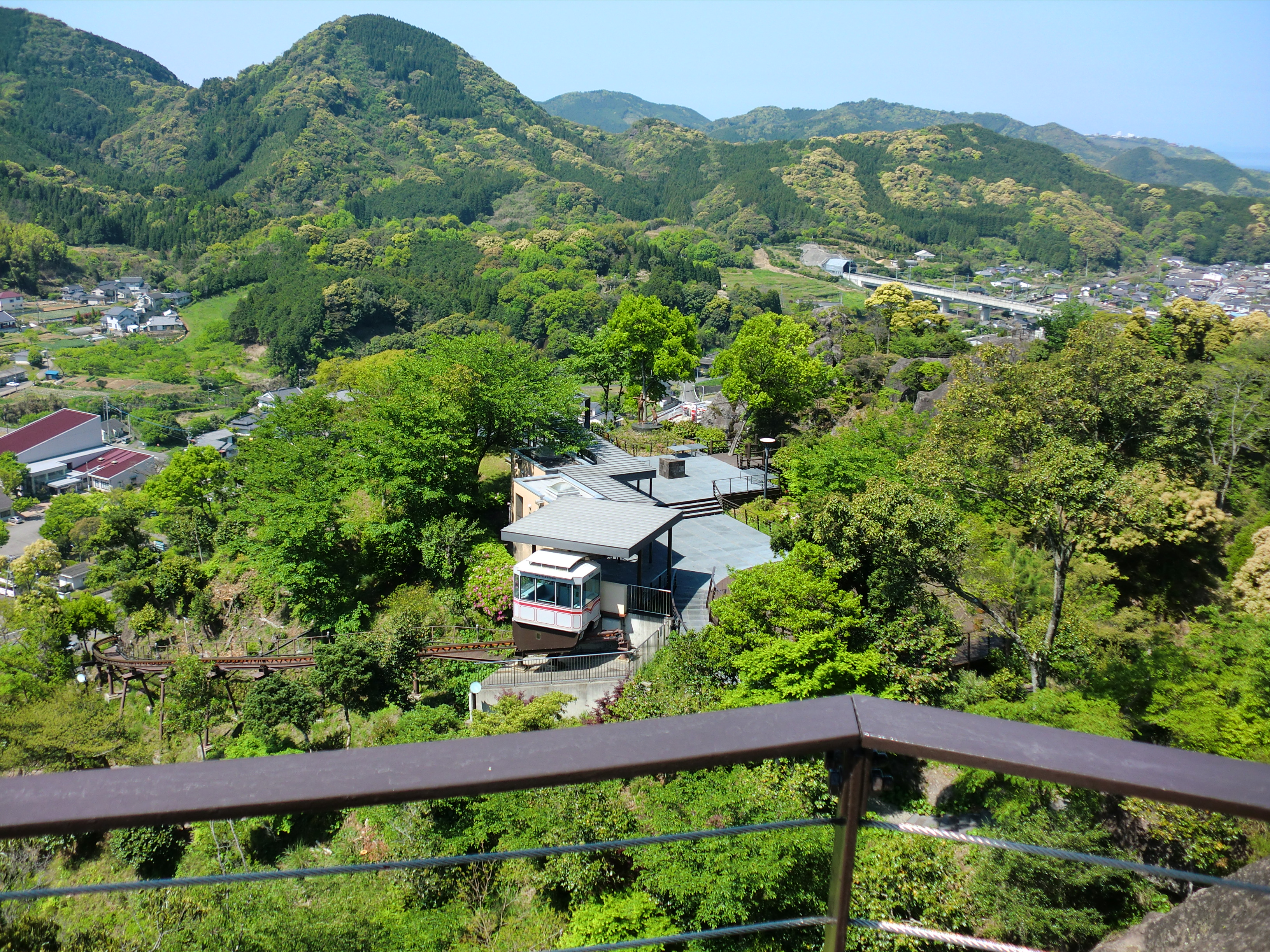
舞鶴城公園

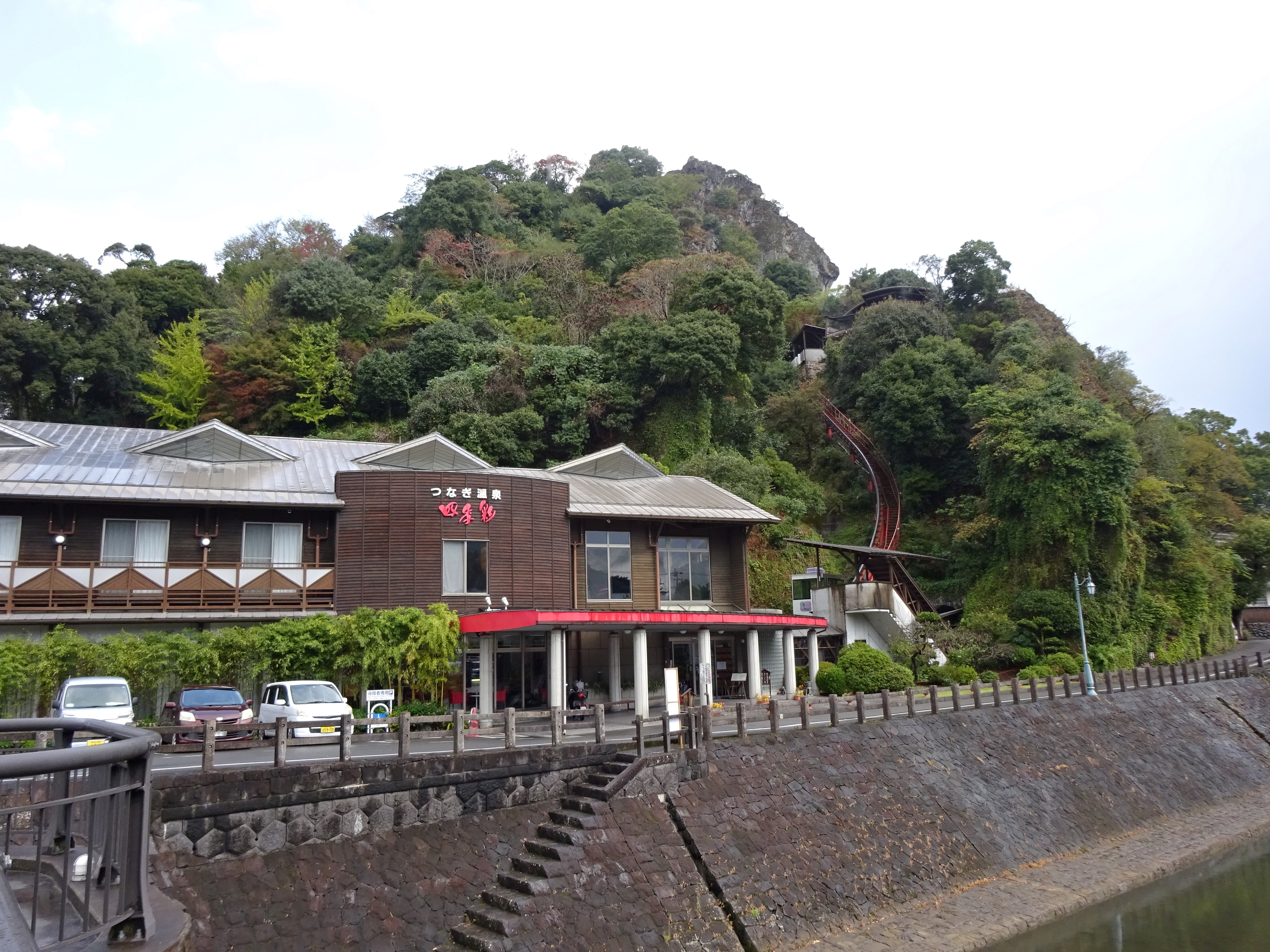
津奈木温泉「四季彩」

### 名所旧跡
- 津奈木阿蘇神社 - 葦北郡津奈木町岩城446
- 舞鶴城公園
- 津奈木隧道（国の登録有形文化財）
- 津奈木重磐岩眼鏡橋（県指定重要文化財）
- 千代塚

#### 津奈木隧道
津奈木隧道（北緯32.248179度0分0秒 東経130.489656度0分0秒 / 北緯32.24818度 東経130.48966度）は芦北町と津奈木町を結ぶ旧国道にあるトンネル。国の登録有形文化財。全長；211．6ｍ,幅；5ｍ,中央高；4.4ｍ。

#### 重盤岩
重盤岩（ちょうはんがん、北緯32.232986度0分0秒 東経130.458435度0分0秒）は舞鶴城公園内にある高さ約80mの奇岩。付近に展望台がありモノレールが整備されている。山頂には上皇明仁の誕生を記念して1934年から戦前戦後の一時期を除いて国旗の掲揚が行われている。

### 観光スポット
- 津奈木温泉「四季彩」
- つなぎ美術館 - 洋画家 境野一之の作品を中心に収蔵
- 野外彫刻群

## 著名な出身者
- 折木良一（元陸上自衛官、防衛大臣補佐官、第3代統合幕僚長）
- 岩崎貴文（ギタリスト、作曲家、歌手）
- つなきあき（アニメーター）
- 鶴野怜樹（サッカー選手）